# Aphrodisias

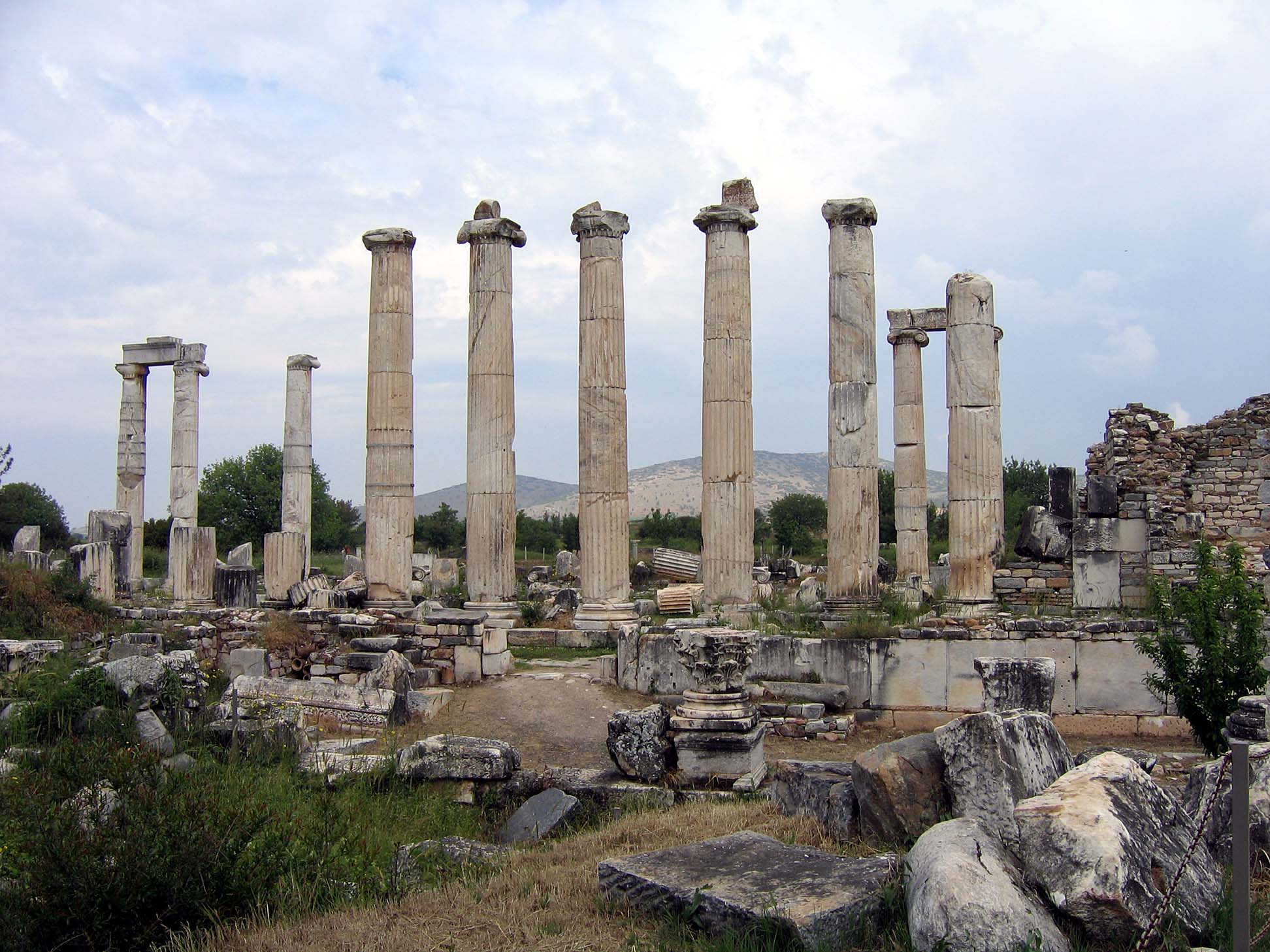
Afrodites tempel i Aphrodisias

Aphrodisias var en 500 hektar stor stad i sydvästra Turkiet. Den grävdes framför allt ut av den turkiske arkeologen Kenan Erim. I staden fanns till exempel Afrodite Aphrodisias helgedom, ett odeion samt några romerska badanläggningar. Sedan 6 februari 2009 är Aphrodisias uppsatt på Turkiets tentativa världsarvslista.